# Чёрная, Людмила Борисовна
Людмила Борисовна Чёрная (13 декабря 1917, Москва — 2 декабря 2022) — советский и российский публицист и переводчик.

## Биография
Родилась 17 декабря 1917 года в Москве в семье инженера Бориса Ефимовича Чёрного (1879—1963), выпускника Харьковского технологического института и Берлинского политехникума. Мать — Тилия Михайловна (Михелевна) Чёрная (урождённая Этингер, 1888—1968), родилась в Либаве в семье из Пинска, выпускница Юрьевского университета, филолог.
В 1940 году окончила Московский институт философии, литературы и истории (МИФЛИ). Как специалист по немецкому языку в годы Великой Отечественной войны работала в редакции контрпропаганды ТАСС. В отделе познакомилась со своим будущим мужем, тоже специалистом-германистом, — Даниилом Ефимовичем Меламидом. Публиковать свои очерки и статьи по немецкой культуре начала в 1945 году. Иногда — в тесном сотрудничестве с мужем, публиковавшимся под псевдонимом Д. Мельников. Переводы с немецкого книг Генриха Бёлля принесли ей признание, и в 1964 году Л. Б. Чёрная стала членом Союза писателей СССР. В 1970—1980-е годы — «одна из известнейших советских переводчиков с немецкого, видный исследователь литературы ФРГ».
Осенью 1977 года её сын Александр эмигрировал в США, из-за чего вплоть до начала Перестройки Л. Б. Чёрная с мужем были «опальными» — с трудностями в работе и общении.
Кандидат в депутаты Государственной думы Российской Федерации (1995, 1999, 2003). Партии: КПСС, Партия российского единства и согласия-1995, Российская партия защиты женщин-1999, Российская партия жизни-2003, Справедливая Россия.
В 2011 году Л. Б. Чёрная снялась в культурно-просветительском документальном фильме «Ода к радости». В фильме в виде переходящего диалога смонтированы интервью с «ровесниками революции… пережившими все бури века», авторы фильма старались передать зрителям «бесценный опыт этих удивительных людей».
Скончалась 2 декабря 2022 года на 105-м году жизни. Прах захоронен в колумбарии на Донском кладбище.

### Семья
- Первый муж (с 1938) — журналист, затем редактор Мосфильма Борис Григорьевич Кремнёв (1914—1990).
- Второй муж (с 1944) — доктор исторических наук Даниил Ефимович Меламид (1916—1993, псевдоним Д. Мельников).
  - Сын — Александр Меламид, художник-нонконфомист.

## Работы
Автор ряда научно-публицистических книг о немецком нацизме:
- «Двуликий адмирал», 1965, в соавторстве с Д. Мельниковым — о главе нацистской разведки Канарисе; подготовлена и издана к 20-летию Победы. В основу этой работы легла монография, написанная о Канарисе историком из ФРГ Карлом Хайнцем Абсхагеном, — прислал эту монографию супругам Мельниковым сам Генрих Бёлль[10][6].
- «Преступник № 1», 1981, в соавторстве с Д. Мельниковым — о Гитлере; в 1968 году готовилась к одновременному изданию в Политиздате и в сокращённом варианте — в журнале «Новый мир» Твардовского. Книга, по выражению одного из цензоров, содержала «неконтролируемый подтекст», порождающий невольные ассоциации с советским строем, и была остановлена в публикации, уже будучи набранной в гранках. Стремясь добиться разрешения на публикацию, главный редактор «Нового мира» даже созванивался с Генеральным секретарём ЦК КПСС, но безрезультатно. С сильными искажениями от редакторской правки, книга всё же была опубликована в 1981 году. В своих мемуарах Л. Б. Чёрная называет эту книгу «Главной книгой»[6].
- «Литературная борьба ФРГ: поиски, противоречия, проблемы», 1978, в соавторстве с В. И. Стеженским.
- «Империя смерти: аппарат насилия в нацистской Германии, 1933—1945», 1987.
- «Коричневые диктаторы: Гитлер, Геринг, Гиммлер, Геббельс, Борман, Риббентроп», 1992.

Наряду с научно-популярными монографиями значительную долю в творческом наследии Л. Б. Чёрной занимают переводы с немецкого — в основном художественной литературы. В переводах Чёрной публиковалась большая часть произведений Генриха Бёлля, а также произведения Эриха Марии Ремарка, Франца Кафки, Ингеборг Бахман, Фридриха Дюрренматта и других немецкоязычных писателей.
В 2015 году вышла в свет и объёмная книга мемуаров «Косой дождь», в которой «Свидетелем масштабных событий века… становится обычный, „маленький“ человек, а фоном следует собственная необычная судьба автора».
- Записки Обыкновенной Говорящей Лошади. — Новое литературное обозрение, 2018. — 520 с. — ISBN 978-5-4448-0767-5
- Чудеса в решете, или Весёлые и невесёлые побасенки из века минувшего. — М.: Новое литературное обозрение, 2021. — 488 с.